# Мемориальный комплекс героев Гражданской и Великой Отечественной войн
Мемориальный комплекс героев Гражданской и Великой Отечественной войн — мемориальный комплекс, находящийся в городе Элиста, Калмыкия. Мемориальный комплекс внесён в список объектов культурного наследия Республики Калмыкия. Располагается на территории парка «Дружба».

## История
Мемориальный комплекс, посвящённый комсомольцам и героям Гражданской и Великой Отечественной войн, был открыт в Элисте в 1965 году в честь двадцатилетия победы в Великой Отечественной войне.
Архитектором мемориального комплекса были братья Пюрвеевы и скульптором — заслуженный художник РСФСР и заслуженный деятель искусств Калмыцкой АССР Никита Санджиев.
7 мая 2009 года решением Народного Хурала (Парламента) Республики Калмыкия № 226-IV «Об утверждении Списка объектов культурного наследия Республики Калмыкия» памятник внесён в реестр объектов культурного наследия Республики Калмыкия (№ 293).

## Описание
Мемориальный комплекс состоит из двух частей. Вводной частью комплекса являются три пилона, располагающихся у подножия лестницы, ведущей к основной части мемориального комплекса. Пилоны выполнены из титана и символизируют штыки. От этих штыков вверх к небольшой площади ведёт замкнутая с обеих сторон лестница.
На площади находятся главные элементы мемориального комплекса — мемориальная плита с именами воинов-интернационалистов, захоронения, скульптурная композиция и вечный огонь.
На левой стене в самом начале площади располагается чёрная мемориальная плита «Памяти погибших при исполнении воинского долга в Республике Афганистан». На этой плите размером около двух метров в высоту и трёх метров в длину перечислены имена воинов-интернационалистов из Калмыкии, которые погибли во время афганской кампании.
Скульптурная композиция имеет высоту около трёх метров и изображает обобщённые черты калмыцких героев, погибших во время Гражданской и великой Отечественной войн. Напротив скульптурной композиции пылает вечный огонь.
На правой стене в глубине площади находится надпись на русском и калмыцком языках:
| ВЕЧНАЯ СЛАВА ГЕРОЯМ, ОТДАВШИМ ЖИЗНЬ БОРЬБЕ ЗА ЧЕСТЬ, СВОБОДУ И НЕЗАВИСИМОСТЬ НАШЕЙ РОДИНЫ | МАНА ТӨРСКНƏ ƏРYН НЕРНƏ, СУЛДХВРИН БОЛН YЛМƏ УГА БƏƏЛhНƏ ТӨЛƏ БƏРЛДƏНД ƏМƏН ӨГСН БААТРМУДТ МӨҢК ТУУРМҖ |

От этих надписей вдоль всей правой стены находится строчка из калмыцкого эпоса Джангар:

«ЖИЗНИ СВОИ ОСТРИЮ КОПЬЯ ПРЕДАДИМ, СТРАСТИ СВОИ ДЕРЖАВЕ РОДНОЙ ПОСВЯТИМ, ГРУДИ СВОИ ОБНАЖИМ И ВЫНЕМ СЕРДЦА, И ЗА НАРОД ОТДАДИМ СВОЮ КРОВЬ ДО КОНЦА»

Вдоль всей правой стены мемориального комплекса располагаются захоронения героев Гражданской и Великой Отечественной войн.

## Галерея
- Памятный знак воинам-интернационалистам
- Правая сторона мемориала с захоронениями героев